# Actinocythereis vandenboldi
Actinocythereis vandenboldi är en kräftdjursart som beskrevs av Kontrovitz 1976. Actinocythereis vandenboldi ingår i släktet Actinocythereis och familjen Trachyleberididae. Inga underarter finns listade i Catalogue of Life.